# Dossinia marmorata
Dossinia marmorata är en orkidéart som beskrevs av Charles Morren. Dossinia marmorata ingår i släktet Dossinia och familjen orkidéer. Inga underarter finns listade i Catalogue of Life.

## Bildgalleri

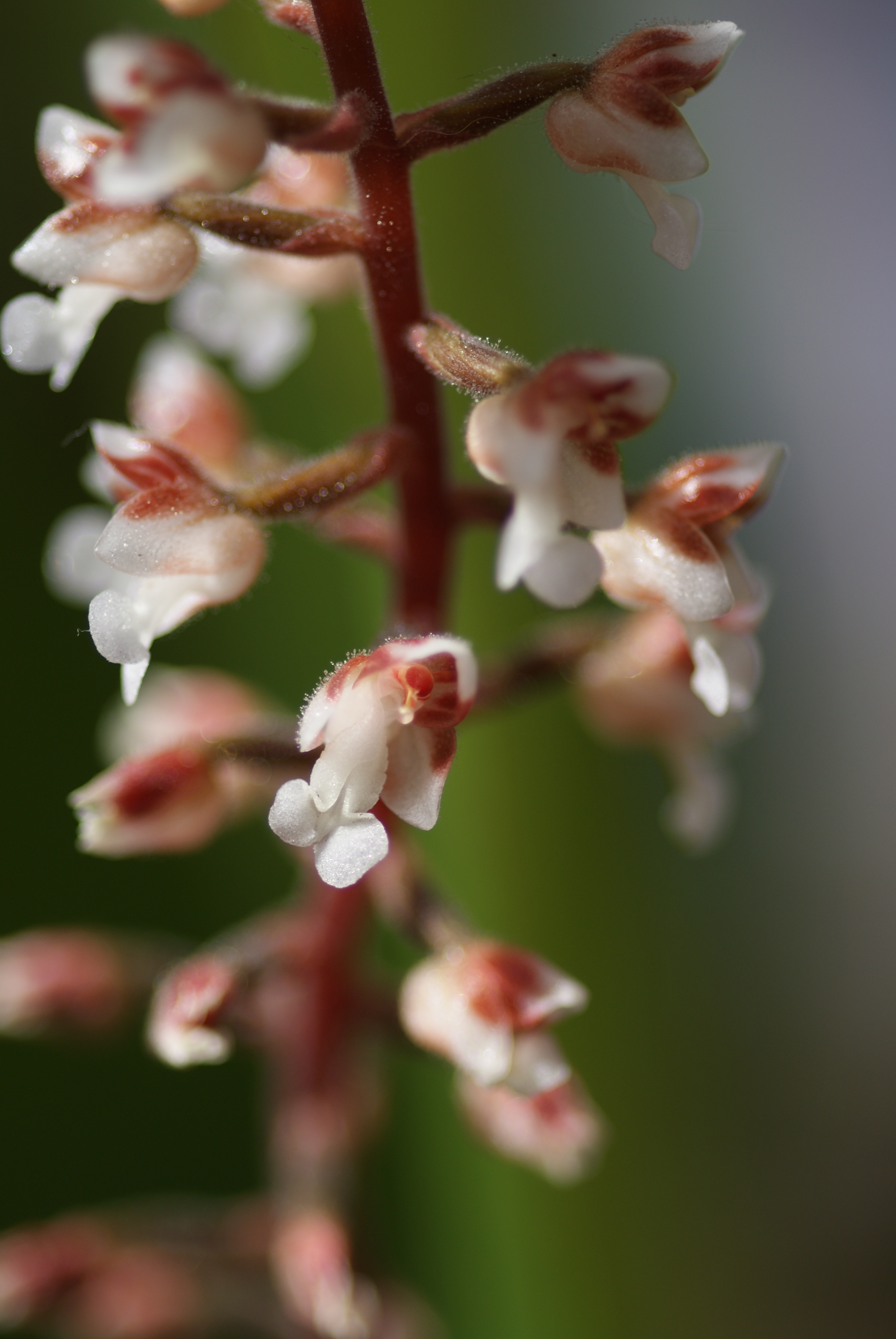
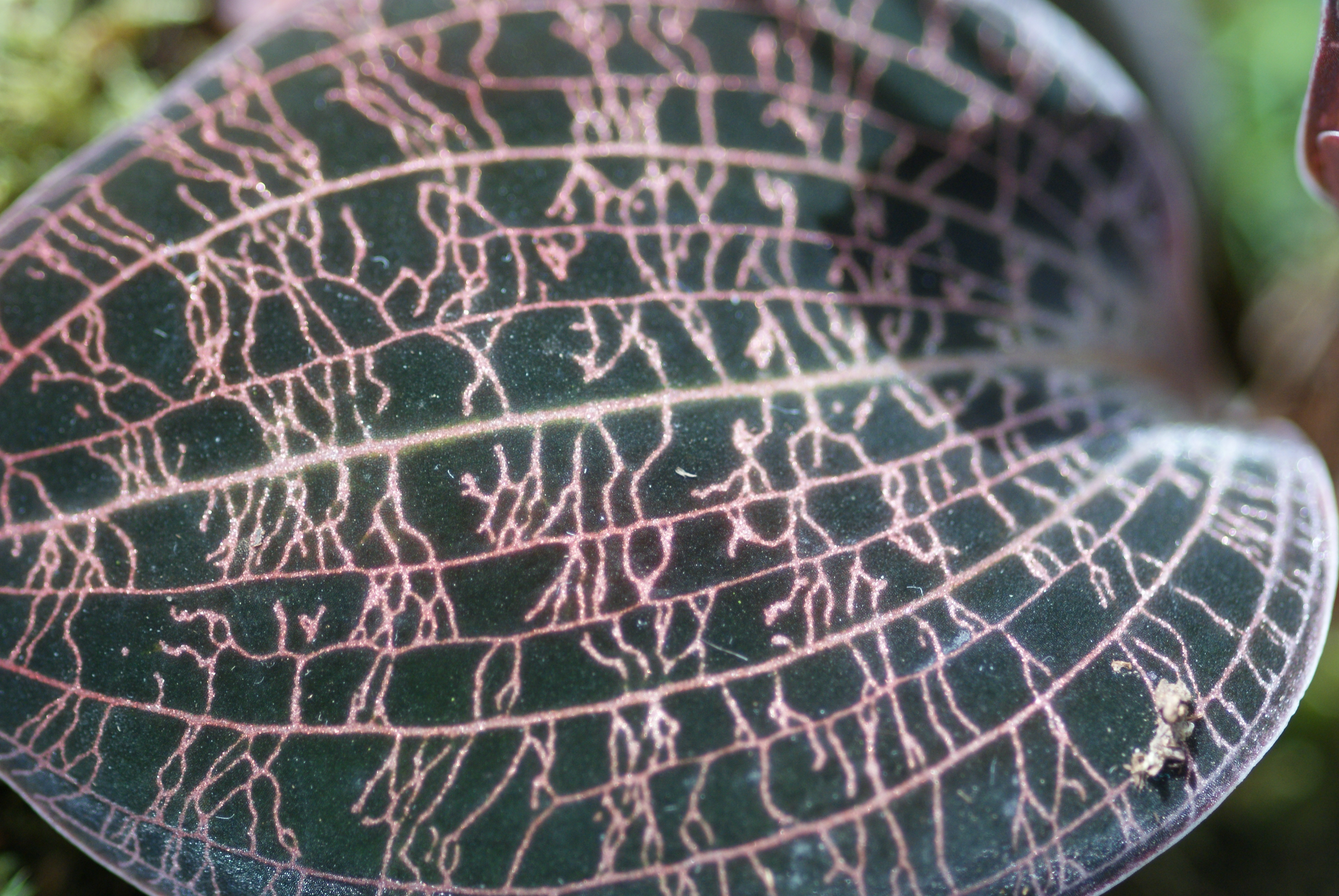
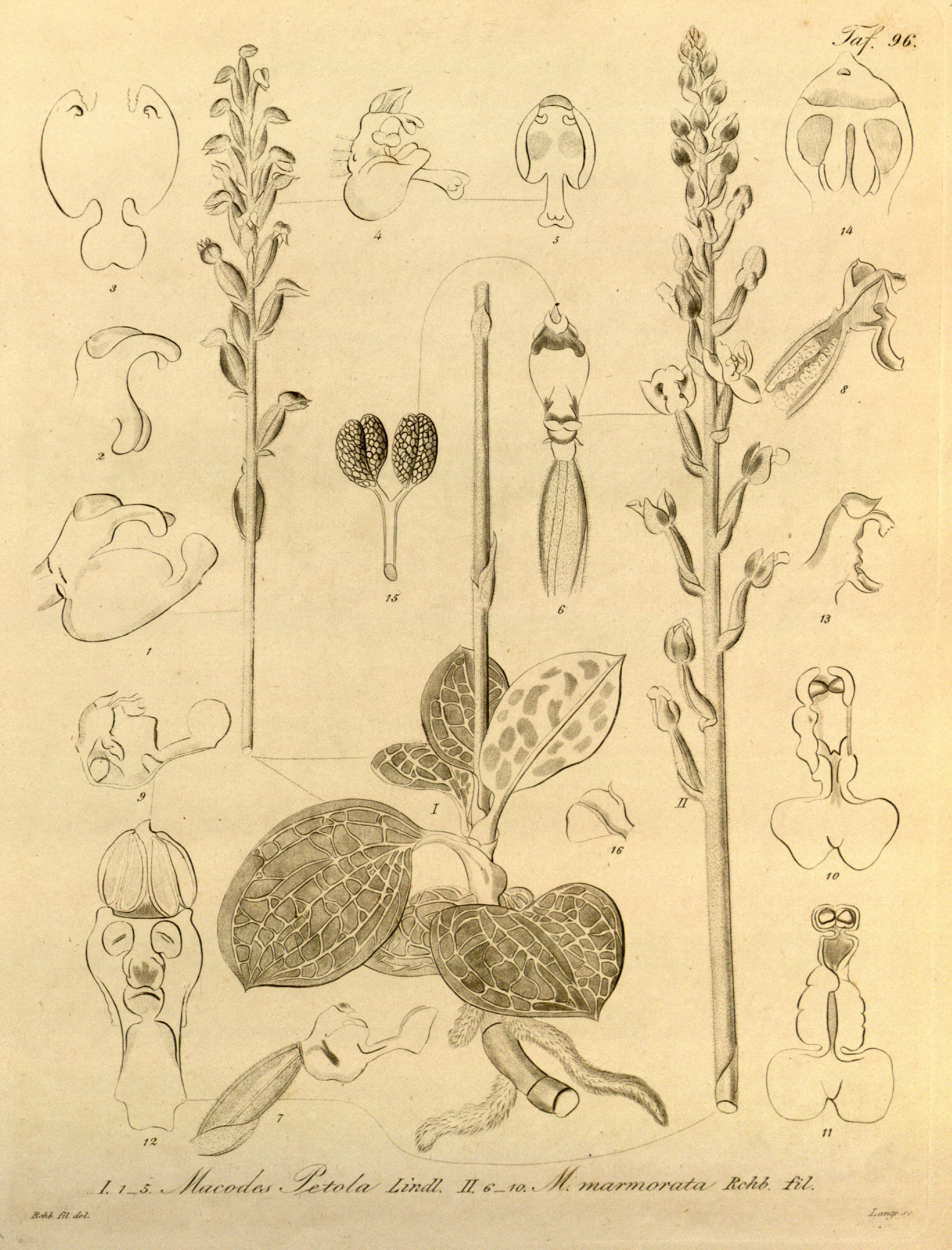
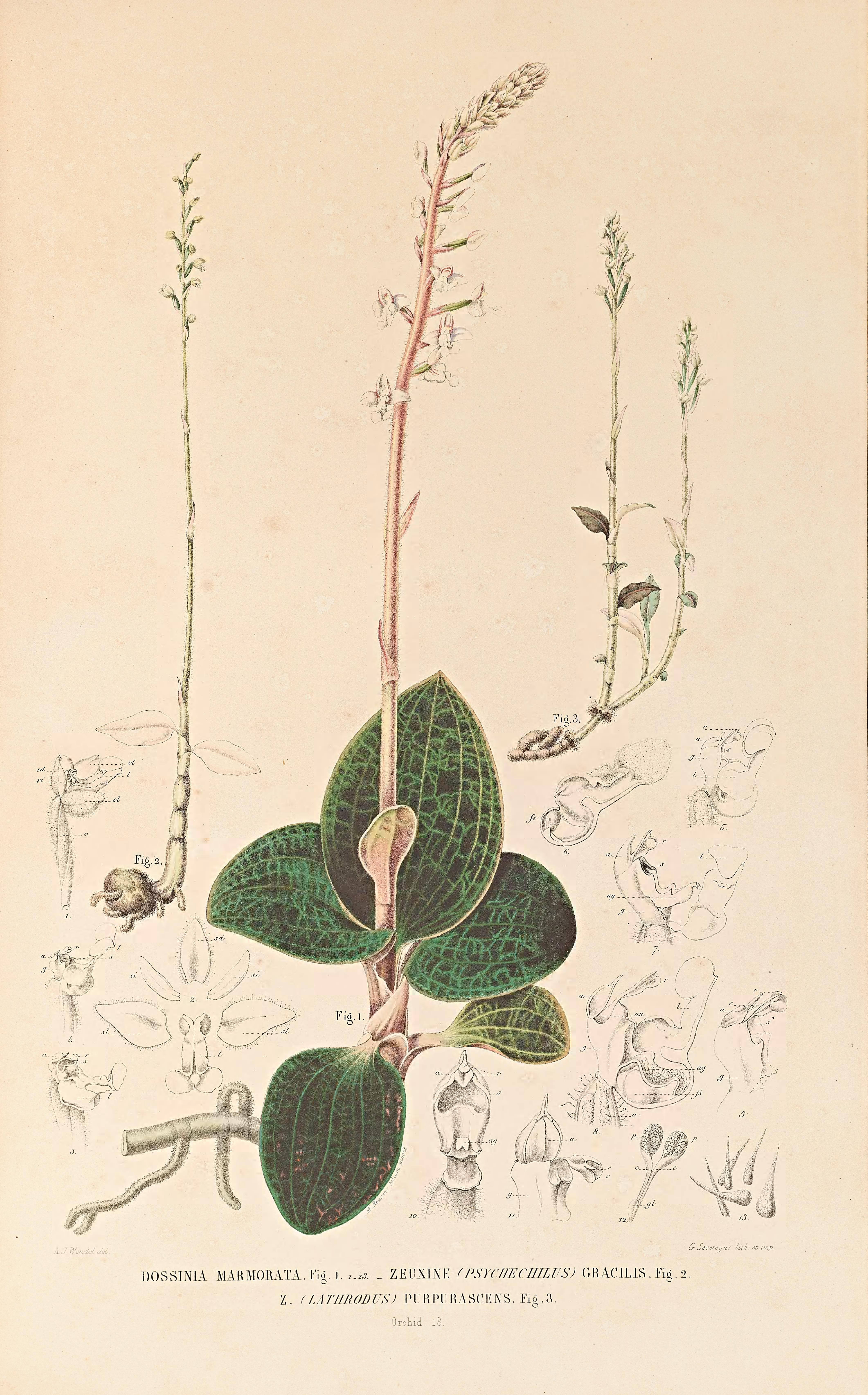